# Kouphichnium
Kouphichnium es un icnogénero que ha sido atribuido a limúlidos (cangrejos de herradura). Los fósiles de Kouphichnium se asemejan a las pisadas de las aves, a veces en conjunto con una línea en el medio, e inicialmente se creyó que representaban huellas de aves o de pterosaurios. Ahora se cree que las huellas son impresiones de apéndices especializados de los limúlidos, conocidos como empujadores, que terminan en cuatro prolongaciones, usados para empujar contra el sedimento. La línea del medio era dejada por el telson del animal. Este icnogénero es registrado del Carbonífero al Jurásico, en ambientes marinos marginales en Tennessee, Estados Unidos y en Polonia, así como ambientes no marinos de Inglaterra.